# Атбасарский уезд
Атбаса́рский уе́зд — административная единица в составе Акмолинской области, Омской области, Омской губернии и Акмолинской губернии. Центр — город Атбасар. До 1878 года назывался Сары-Суйский округ, затем до 1898 — Атбасарский округ.

## Административное деление
В 1913 году в уезде было 5 волостей и 1 станица: Знаменская, Кийминская, Мариинская, Покровская, Сергеевская волости и станица Атбасарская.
В 1926 году волостей было 8: Атбасарская, Каракоивская (центр — аул Жалмак-Клок), Карсокпайская (центр — рудник Джезказган), Пролетарская (центр — с. Красивое), Свободная (центр — с. Ишамское), Советская (центр — с. Мариинское), Социалистическая (центр — с. Атбасар), Тас-Уткульская (центр — с. Ишимское).

## История

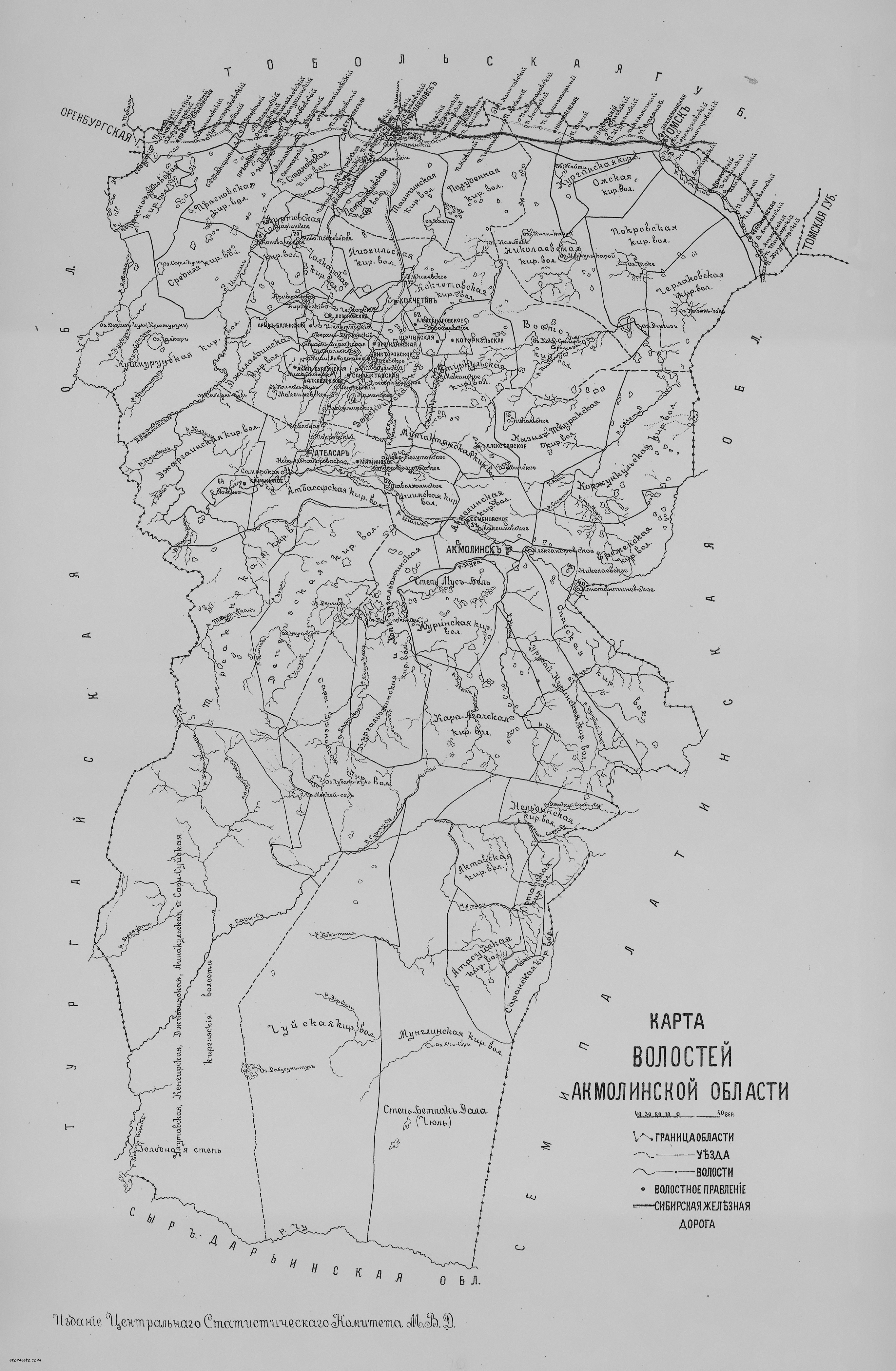
Карта волостей Акмолинской области 1893 года

Решение о создании Сары-Суйского уезда было принято в 1869 году, через год после образования Акмолинской области. Новый уезд назвали по реке Сары-Су. Административный центр уезда предлагалось выбрать Генерал-губернатору Западной Сибири, а до этого разместить Управление уездом в станице Атбасарской, составив его из чиновников упразднённого Атбасарского округа.
В качестве административного центра уезда рассматривались урочище Кара-Агач и станица Улутавская. Однако обустройство нового управления уездом потребовало бы издержек из казны, поэтому 13 сентября 1878 года центр уезда утвердили в Атбасаре, которому присвоили статус города, а уезд переименовали в Атбасарский.
С 1889 года уезд включен в число мест, куда допускаются добровольные переселенцы на свободные казённые земли. До этого в уезде было 9 селений, а в 1890—1897 годах образовалось 4 новых.
В 1898 году Атбасарский округ преобразован в уезд.
В конце лета 1919 года уезд входит в образованную Омскую губернию.
В 1921 году Атбасарский уезд был передан в Акмолинскую губернию Киргизской АССР, в составе которой и оставался до своего упразднения в 1928 году.

## Население
По данным переписи 1897 года в уезде проживало 86,4 тыс. чел. В том числе казахи — 86,5 %; русские — 10,6 %; украинцы — 2,2 %. В уездном городе Атбасаре проживало 3038 чел.